# Силіциди
Силіци́ди (лат. Silicium — кремній) — хімічні сполуки кремнію з металами. Характеризуються високою температурою плавлення, великою твердістю і густиною.
Силіциди — штучні високотемпературні сполуки кремнію з менш електронегативними елементами, головним чином металами. Силіциди — кристалічні речовини з металічним блиском, сріблясто білого або сірого кольору. У структурі мають місце зв'язки типу: М—Si, Si—Si і М—М. Розрізняють йоно-ковалентні і металоподібні силіциди.
Силіциди дуже схожі на карбіди, але вони більше наближуються до інтерметалічних сполук. Мають яскраво виражений металічний вигляд. За кристалізаційною здатністю вони перевершують карбіди. Більшість силіцидів стійкі по відношенню до води і до розбавлених кислот.
Використовують як вогнестійкі матеріали, в хімічному апаратобудуванні — як домішки до різноманітних жаростійких сплавів. Більшість силіцидів — напівпровідники.
Реагують з кислотами, даючи суміш силанів.